# Geometra
Geometra (przest.), mierniczy – osoba, najczęściej inżynier lub technik, zajmująca się pomiarami gruntów i sporządzaniem planów. W starożytności Wielkim Geometrą nazywano Apoloniusza z Pergi. 